# Campeonato Africano de Naciones de 2018
El Campeonato Africano de Naciones de 2018 (denominado Campeonato Africano de Naciones Total 2018 por motivos de patrocinio) fue la V edición de este torneo de selecciones nacionales absolutas pertenecientes a la Confederación Africana de Fútbol (CAF), en el que solo pueden participar jugadores que actúan en la liga local de su respectivo país. Se llevó a cabo desde el 13 de enero al 4 de febrero.
Al principio, la Confederación Africana de Fútbol le había entregado la organización a Kenia pero debido a los innumerables retrasos que tuvo el país para llevar adelante las obras, se le fue quitada la sede. Tras abrir un nuevo proceso de elección, la CAF comunicó el 14 de octubre de 2017 que finalmente sería Marruecos el nuevo anfitrión del torneo. Uno de los principales motivos de por qué Marruecos se postuló para ser organizador, se debe a que buscaba ser la sede de la Copa Mundial de Fútbol de 2026, por lo que el CHAN representó una de las últimas chances del país para mostrarse como firme candidato a quedarse con dicho mundial. Sin embargo, la candidatura de Marruecos fue vencida por la norteamericana, y la Copa Mundial de Fútbol de 2026 se jugará en Canadá, México y Estados Unidos.
La gran final fue disputada por los 2 mejores equipos del campeonato: Marruecos y Nigeria. Ambas selecciones jamás habían sido derrotadas a lo largo del torneo y solo tenían en su haber un empate en sus respectivas fase de grupos. En Campeonato Africano de Naciones, estos equipos registraban un solo partido disputado: una victoria nigeriana por 4 a 3, luego de irse al entretiempo perdiendo 3 a 0, en los cuartos de final de la edición 2014.
Desde un primer momento y durante todo el partido, el claro dominador del encuentro fue Marruecos quien llegó al arco contrario en reiteradas ocasiones. Nigeria, por su parte, solo se arrimó al área contraria pocas veces, siendo la gran mayoría de ellas en la primera mitad de juego. Marruecos pudo abrir el marcador recién en los últimos minutos del primer tiempo y, apenas comenzada la segunda mitad, Nigeria padeció una expulsión lo que claramente beneficio al local que directamente pasó a tener el control total del partido. Es así como pudo, en menos de 15 minutos, marcar 3 goles y rápidamente sentenciar el partido apenas superados los 70 minutos de juego. De esta manera, Marruecos logró un contundente 4 a 0 y rompió con el maleficio que tenían los países organizadores del CHAN de no poder salir campeones, quienes, incluso hasta esta edición, siquiera jamás habían podido jugar la final. Los jugadores marroquíes recibieron el trofeo de parte del príncipe heredero, Moulay Hassan quien ya había tenido dicho honor tras la consagración del Real Madrid en la Copa Mundial de Clubes de la FIFA 2014.
Con este logro, Marruecos logró romper 42 años esquivos sin lograr algún título. En aquella época habían ganado lo que era hasta el momento el único título de su historia, la Copa Africana de Naciones 1976 disputada en Etiopía, superando en el cuadrangular final a Guinea, a la propia Nigeria y a Egipto. Además, Marruecos ratifica con esta victoria uno de los mejores momentos de su historia, ya que también se encuentra clasificada para la Copa Mundial de Fútbol de 2018 a disputarse en Rusia, llevándose una buena base de jugadores para que puedan pelear por un lugar en la plantilla que disputará el torneo desde mediados de junio.

## Elección del país anfitrión

### Kenia
En septiembre de 2013 la Confederación Africana de Fútbol (CAF) inició el proceso de elección de los anfitriones para las ediciones de los años 2018 y 2020 del Campeonato Africano de Naciones, la fecha límite para la recepción de las candidaturas de las asociaciones miembro interesadas en organizar dichos torneos se fijó para el 4 de diciembre de 2013. Sin embargo el plazo inicial tuvo que ser extendido luego que en enero de 2014 la CAF admitiera no haber recibido candidatura alguna.
Kenia surgió como candidato a organizar el Campeonato Africano de Naciones de 2018 tras su fallido intento de ingresar al concurso para obtener los derechos de organización de la Copa Africana de Naciones 2019, retrasos en el envío de su candidatura le impidieron participar en el proceso de elección de la sede de aquel torneo a pesar de los intentos de último momento del gobierno keniata que envió una carta a la CAF pidiendo ser incluidos en la votación final.
El presidente de la Federación de Fútbol de Kenia (FKF) Sam Nyamweya anunció la candidatura oficial de su país luego de encabezar una delegación de la FKF en una reunión con oficiales de la CAF, entre ellos el presidente Issa Hayatou, realizada el 30 de enero de 2014 en Cape Town, Sudáfrica. La candidatura de Kenia fue la única que se presentó ante la CAF.
El 21 de febrero de 2014, durante una reunión del Comité Ejecutivo de la CAF realizado en El Cairo, se designó a Kenia como anfitrión del Campeonato Africano de Naciones de 2018 una vez que las autoridades de la FKF presentaron las garantías gubernamentales de Kenia y un informe completo con temas de infraestructura y seguridad requeridas por la CAF. El 7 de febrero de 2016, apenas terminada la final del Campeonato Africano de Naciones que se desarrolló en Ruanda la CAF ratificó a Kenia como sede del torneo al entregarle el paso de mando de los derechos de organización. Los funcionarios keniatas presentes aclararon que el gobierno del país está dispuesto a ayudar en toda la infraestructura necesaria para un adecuado desarrollo del torneo.
Kenia tiene nula experiencia en cuanto a organización de certámenes internacionales de fútbol se refiere. Nunca albergó un torneo de FIFA o CAF ya sea en categoría mayores o juveniles. En la década de los noventa la CAF había elegido a este país como sede de la Copa Africana de Naciones 1996 pero luego perdió los derechos de organización por su inadecuada preparación para albergar aquel torneo. En cambio, fue sede en seis ocasiones de la Copa CECAFA, torneo regional que agrupa a los miembros de dicha asociación, organizando el campeonato por última vez en el año 2013. En 2003, Kenia coorganizó la Copa Mundial de Críquet aunque de los 2 partidos que debían jugarse, uno no se disputó por motivos de seguridad. Además, la ciudad de Nairobi, capital del país, organizó los Juegos Panafricanos de 1987 y el Campeonato Africano de Atletismo de 2010 y será la sede del Campeonato Mundial Juvenil de Atletismo de 2017.

### Retiro de la sede a Kenia
Desde un primer momento se ha dudado acerca de la capacidad del país para llevar a cabo el torneo dado los antecedentes ya antes mencionados y también ya que no existían infraestructuras e instalaciones adecuadas en términos de estadios. Apenas terminada la final de la edición de 2016 en Ruanda, el ministro de deportes de Kenia, Hassan Wario, dijo que estaban listos para ser anfitriones del CHAN 2018 y aseguró que el gobierno estaba dispuesto a ayudar con toda la logística necesaria para el torneo. Ya desde los primeros meses del año 2017 se comenzó a especular con la posibilidad de que la CAF le quite la sede a Kenia si no mejoraba con los requisitos prontamente. Por ejemplo, el equipo de inspección enviado, detalló en su informe que, "a Kenia le falta aun mucho trabajo por hacer".
Con el correr del tiempo, las promesas hechas por los dirigentes keniatas iban haciéndose cada vez menos creíbles. Las obras avanzaban a un ritmo demasiado lento y la CAF decidió realizar una visita de inspección para el 7 de septiembre pero fue cancelada debido a la crítica situación política que atravesaba el país tras la celebración de las elecciones generales y la anulación de la victoria electoral de Uhuru Kenyatta. Luego de confirmarse una nueva fecha para las elecciones, la CAF decidió realizar la inspección unos días después de la fecha originalmente pactada.
Finalmente, tras la visita que duró desde el 11 al 17 de septiembre, la CAF anunció el 23 de septiembre el retiro de los derechos de alojamiento a Kenia dada las demoras acumuladas en los diversos requisitos exigidos al país. Ante esta situación, la Federación de Fútbol de Kenia (FFK) se limitó a decir en que hizo todo lo humanamente posible para organizar el torneo.
Además del incumplimiento en las obras y el tenso clima social, el propio presidente de la CAF, Ahmad Ahmad acusó a los funcionarios deportivos keniatas de mentir sobre el estado de preparación del país para albergar el torneo. Entre otras cosas, los inspectores de la CAF descubrieron que los estadios asignados para organizar la competencia estaban listos en apenas un 20%. Por último se añadió que la FFK tampoco presionó al gobierno para que cumpla con su parte del trato.

### Marruecos

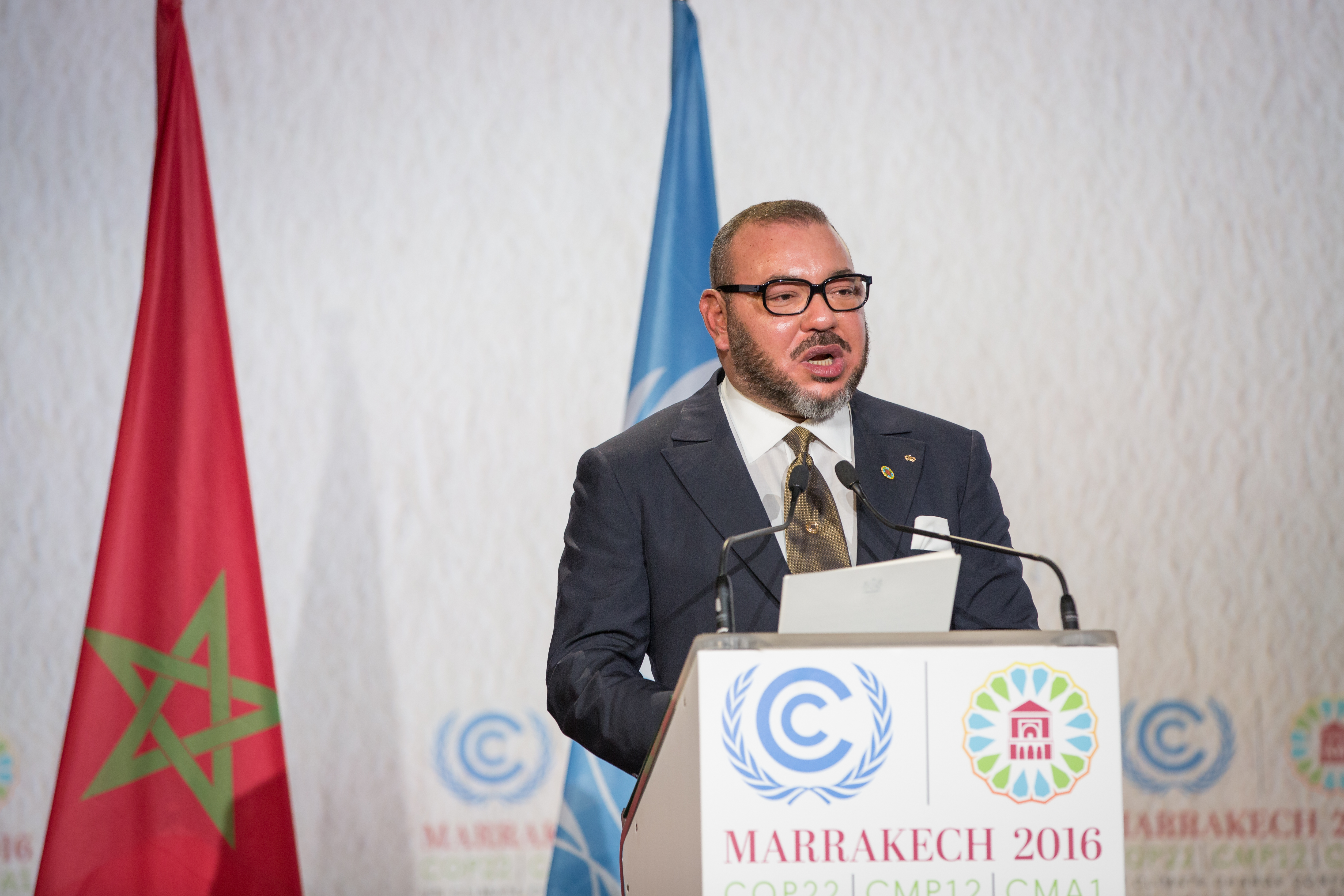
El propio rey de Marruecos, Mohamed VI fue uno de los principales impulsores de que el CHAN se celebre en el país.

Tras idas y vueltas con la organización keniata, la CAF finalmente decidió por retirarle la sede a Kenia y ese mismo día abrió un nuevo proceso de licitación para buscar al nuevo anfitrión. En un primer momento se mencionó como posibles candidatos a Sudáfrica, Ghana y Costa de Marfil que finalmente no avanzaron en la confección de la candidatura. El 30 de septiembre fue el día en que venció el plazo para solicitar la sede y fueron 3 los países que finalmente presentaron su candidatura: Guinea Ecuatorial, Etiopía y Marruecos.
El 14 de octubre el Comité de Emergencia de la Confederación Africana de Fútbol, se reunió en Lagos, Nigeria, y decidió por unanimidad otorgar la organización de la 5.ª edición del CHAN a la Real Federación Marroquí de Fútbol. La oferta marroquí busca, con la organización del CHAN ampliar la apertura hacia los países africanos, guiada por Su Majestad el Rey Mohammed VI, cuyo pilar es dar la bienvenida a la juventud del continente y contribuir a su florecimiento". Vale destacar que desde 1984 hasta 2017, pese a ser uno de los miembros impulsores, Marruecos no estuvo presente en la Unión Africana. Su salida se debió por la admisión por parte de la Unión a la República Árabe Saharaui Democrática, decidiendo renunciar a ser parte de esta organización africana por lo que el país estuvo bastante alejado de los demás del continente teniendo, debido a ello, una mirada más hacia Europa.
La oferta de Marruecos fue preferida por sobre la de Guinea Ecuatorial, el otro país que presentó una candidatura válida, siendo elegida por unanimidad. Por su parte, la oferta presentada por Etiopía no proporcionó la carta de garantía del gobierno, que es un documento obligatorio exigido por las normas de aplicación de los Estatutos de la CAF.
Entre los principales torneos organizados por Marruecos se encuentran la Copa Africana de Naciones 1988, el Campeonato Juvenil Africano de 1997, el Campeonato Africano Sub-23 de 2011 y el Campeonato Africano Sub-17 de 2013. A nivel FIFA, tanto en 2013 como en 2014 organizó la Copa Mundial de Clubes.
La organización del CHAN también supone una nueva experiencia para el país en su candidatura buscando la sede de la Copa Mundial de Fútbol de 2026 en la que Marruecos confrontará con la candidatura tripartita norteamericana formada por Canadá, Estados Unidos y México.

## Clasificación
Un total de 48 selecciones participaron en las rondas eliminatorias marcando un récord de inscriptos para el campeonato.
Kenia clasificó automáticamente aunque luego del retiro el clasificado automático fue Marruecos. Solo Túnez, Cabo Verde, Chad y Eritrea decidieron no participar. Por su parte, la República Centroafricana, tras retirarse de la clasificación para el CHAN 2016 fue impedida de participar de esta nueva edición.
Los equipos participantes en la clasificación fueron divididos en seis zonas de acuerdo a las asociaciones regionales de la CAF a la que pertenecen. Todos las zonas mostraron duelos de eliminación directa a doble partido entre las selecciones. Tanto la zona norte como la zona central tuvieron una única fase de eliminación. La zona oeste A' y la B tuvieron 2 fases de clasificación y las zonas centro-este y la sur 3 rondas eliminatorias.
La clasificación empezó el 22 de abril de 2017 y culminó el 12 de noviembre del mismo año.

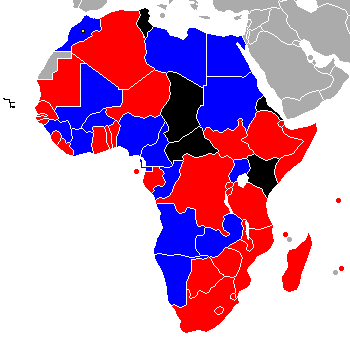
Situación de los países respecto a la clasificación.
Clasificó.
No clasificó.
Descalificado, retirado o no participó.
No pertenece a la CAF.

En un primer momento, los 15 cupos en disputa fueron repartidos de la siguiente manera:
- Zona norte (UNAF): 2 cupos
- Zona oeste A (WAFU-UFOA): 2 cupos
- Zona oeste B (WAFU-UFOA): 3 cupos
- Zona central (UNIFFAC): 3 cupos
- Zona centro-este (CECAFA): 2 cupos
- Zona sur (COSAFA): 3 cupos

Uno de los grandes problemas de las clasificatorias se dio cuando la Federación Gabonesa de Fútbol decidió retirar a su selección de la misma antes de tener que enfrentar a su par de Guinea Ecuatorial. La federación justificó dicho retiro aduciendo falta de fondos para afrontar los 2 partidos que le correspondían al seleccionado.
El mayor problema fue cuando la CAF le retiró la sede a Kenia por lo que hubo que buscar otra sede. El país elegido fue Marruecos, quien ya estaba clasificado para la competición por lo que esto liberó un cupo para que un nuevo equipo entrase en el torneo. En un primer momento se le otorgó el cupo a Egipto, rival de Marruecos en la clasificación, pero finalmente la CAF decidió darle un nuevo cupo a la zona centro-este siendo el clasificado definido en una nueva serie entre los equipos eliminados en la tercera ronda: Ruanda y Etiopía. Esta decisión fue decidida por la CAF debido a que la confederación priorizó ser imparcial y no otorgarle un cupo directo a Egipto sino, en cambio, aumentarle en un (1) cupo a otra subconfederación.
Dicho esto, los cupos quedaron finalmente definidos de la siguiente manera:
- Zona norte (UNAF): 1 cupo
- Zona oeste A (WAFU-UFOA): 2 cupos
- Zona oeste B (WAFU-UFOA): 3 cupos
- Zona central (UNIFFAC): 3 cupos
- Zona centro-este (CECAFA): 3 cupos
- Zona sur (COSAFA): 3 cupos

## Organización

### Sedes
| Casablanca         | Marrakech            | Casablanca Marrakech Agadir Tánger | Agadir            | Tánger            |
| ------------------ | -------------------- | ---------------------------------- | ----------------- | ----------------- |
| Estadio Mohammed V | Estadio de Marrakech | Casablanca Marrakech Agadir Tánger | Estadio de Agadir | Estadio de Tánger |
| Capacidad: 67.000  | Capacidad: 45.250    | Casablanca Marrakech Agadir Tánger | Capacidad: 45.480 | Capacidad: 45.000 |
|                    |                      | Casablanca Marrakech Agadir Tánger |                   |                   |

##### Sedes propuestas por Kenia

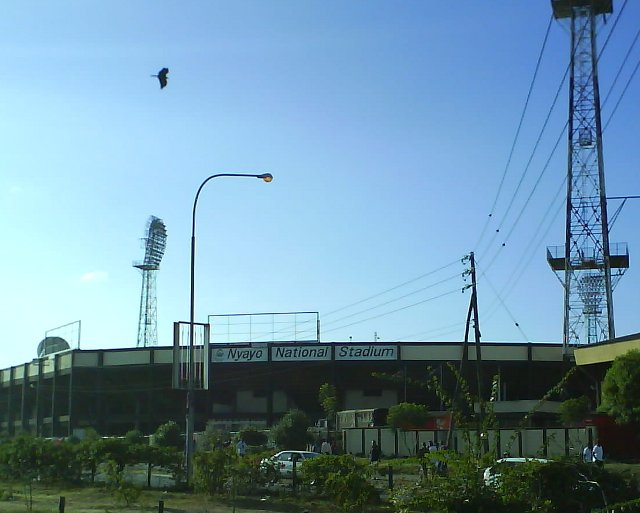
Vista exterior del Estadio Nyayo, que tras decidirse la exclusión del Estadio Kasarani, iba a ser la sede de la final.

Las siguientes ciudades y estadios fueron mencionados por los organizadores como posibles sedes para albergar el campeonato. Luego de que se esperara hasta septiembre de 2017 para realizar la inspección acerca de la capacidad del país para albergar el torneo y, luego de comprobarse la incapacidad del mismo para llevar a cabo con éxito los requisitos requeridos, se decidió excluir a Kenia por la poca organización llevada a cabo estando a tan pocos meses de empezar el torneo.
| Nairobi (Kisumu)  | Nairobi                | Meru              | Eldoret                | Mombasa                      | Machakos         |
| ----------------- | ---------------------- | ----------------- | ---------------------- | ---------------------------- | ---------------- |
| Estadio Kasarani  | Estadio Nacional Nyayo | Estadio Kinoru    | Estadio Kipchoge Keino | Estadio Municipal de Mombasa | Estadio Kenyatta |
| Capacidad: 60.000 | Capacidad: 30.000      | Capacidad: 10.000 | Capacidad: 10.000      | Capacidad: 10.000            | Capacidad: 8.000 |

### Formato de competición
El torneo se desarrollá dividido en 2 fases.
En la primera fase, las 16 selecciones participantes son divididas en 4 grupos de 4 equipos cada uno. Cada equipo juega una vez contra los otros tres rivales de su grupo con un sistema de todos contra todos. Las selecciones son clasificadas en los grupos según los puntos obtenidos los cuales son otorgados de la siguiente manera:
- 3 puntos por partido ganado.
- 1 punto por partido empatado.
- 0 puntos por partido perdido.

Si dos equipos terminan sus partidos de la fase de grupos empatados en puntos se aplican los siguientes criterios de desempate:
- Mayor número de puntos obtenidos en el partido entre los equipos en cuestión.
- Diferencia de gol en todos los partidos de grupo.
- Mayor número de goles marcados en todos los partidos de grupo.
- Un sorteo dirigido por el Comité Organizador.

Si los equipos empatados al término de los partidos de grupo son más de dos se aplican los siguientes criterios de desempate, en orden de aparición:
- Mayor número de puntos obtenidos en los partidos entre los equipos en cuestión.
- Mayor diferencia de gol en los partidos entre los equipos en cuestión.
- Mayor número de goles marcados en los partidos entre los equipos en cuestión.

Si luego de aplicar los criterios anteriores dos equipos todavía siguen empatados, los tres criterios anteriores se vuelven a aplicar al partido jugado entre los dos equipos en cuestión para determinar sus posiciones finales. Si este procedimiento no conduce a un desempate se aplican los siguientes criterios de desempate:
- Diferencia de gol en todos los partidos de grupo.
- Mayor número de goles marcados en todos los partidos de grupo.
- Un sorteo dirigido por el Comité Organizador.

Al término de la primera fase el primer y segundo lugar de cada grupo clasifican a la segunda fase.
La segunda fase consiste en los cuartos de final, semifinales, partido por el 3.er lugar y final. Todos los partidos de la segunda fase se juegan con un sistema de eliminación directa, si algún partido termina empatado luego de los 90 minutos de tiempo de juego reglamentario se procede a jugar un tiempo extra consistente en dos periodos de 15 minutos cada uno, si la igualdad persiste se define al ganador mediante tiros desde el punto penal. Se presenta una excepción en el partido por el tercer lugar que en caso de empate luego de los 90 minutos de tiempo de juego regular se define al ganador directamente mediante tiros desde el punto penal.
Los emparejamientos de los cuartos de final fueron definidos de la siguiente manera:
- Partido 1: 1.º del grupo A v 2.º del grupo B
- Partido 2: 1.º del grupo B v 2.º del grupo A
- Partido 3: 1.º del grupo C v 2.º del grupo D
- Partido 4: 1.º del grupo D v 2.º del grupo C

Los ganadores de los cuartos de final clasifican a las semifinales, los dos partidos de esta instancia se juegan de la siguiente manera:
- Semifinal 1: Ganador partido 1 v Ganador partido 4
- Semifinal 2: Ganador partido 3 v Ganador partido 2

Los perdedores de las semifinales pasan a disputar el partido por el tercer lugar mientras que los ganadores clasifican a la final, partido en el que se define al campeón del torneo.

### Árbitros
En un primer momento se seleccionaron 44 árbitros para que comiencen las prácticas preparativas. Los entrenamientos comenzaron el 27 de noviembre y tuvieron una duración de 5 días, en su primera etapa. Finalmente, los árbitros designados para dirigir en el torneo fueron confirmados el 27 de diciembre de 2017. La CAF optó por llamar, en su mayoría, a árbitros jóvenes y sin demasiada experiencia para que así la fueran adquiriendo durante este torneo.
En total la CAF se decidió por llamar a 16 árbitros principales y 16 árbitros asistentes. Otros 7 serán encargados de ser árbitros de vídeo asistencia, tecnología que es aplicada por primera vez en el continente en este torneo.

#### Árbitros centrales
| - Helder Martins de Carvalho - Mustapha Ghorbal - Pacifique Ndabihawenimana - Abou Coulibaly - Ibrahim Nour El Din - Bamlak Tessema Weyesa - Daniel Nii Ayi Laryea - Hamada Nampiandraza | - Mahamadou Keita - Noureddine Al Jaafari - Jackson Pavada - Jean Jacque Ndala - Lous Hakizimana - Maguette Ndiaye - Victor Miguel Gómez - Sadok Selmi |

#### Árbitros asistentes
| - Mokrane Gourari - Seydou Tiama - Elvis Noupue Nguegoue - Soulaimane Amaldine - Styven Danek Moutsassi Moyo - Mahmoud Ahamed Abo El Regal - Berhe Tesfagiorghis - Sidike Sidibe | - Gilbert Cheruiyot - Souru Phatsoane - Attia Amsaad - Moribe Diakite - Lahcen Azgaou - Arsénio Chadreque Morengula - Mohammed Abdallah Ibrahim - Melloui Yemen |

#### Árbitros de video asistencia
| - Jerson Emiliano Don Santos - Mehdi Abid Charef - Ghead Zaglol Grisha - Bakary Gassama | - Malang Diedhiou - Marwa Range - Janny Sikazwe |

### Árbitro asistente de vídeo
El VAR (del inglés, video assistant referee) es utilizado por primera vez en un torneo organizado por la CAF durante el CHAN 2018. La decisión de implementarlo se debe a las nuevas ideas progresivas y al cambio de imagen que busca implementar el ente a mando del nuevo presidente Ahmad Ahmad ante el cambio de mando en la presidencia luego de casi 30 años de mandato de Issa Hayatou. El uso de la tecnología se comenzará a utilizar en el campeonato a partir de los cuartos de final del mismo.

### Calendario
El calendario de los partidos fue anunciado el 17 de noviembre de 2017 apenas culminado el sorteo del campeonato.
| Fase                        | Fechas                |
| --------------------------- | --------------------- |
| Fase de grupos              | Del 13 al 24 de enero |
| Cuartos de final            | 27 y 28 de enero      |
| Semifinales                 | 31 de enero           |
| Partido por el tercer lugar | 3 de febrero          |
| Final                       | 4 de febrero          |

## Selecciones participantes
En cursiva las selecciones debutantes en el torneo.
| Eliminatorias |
| ------------- |
| Clasificación |

| Selecciones participantes | Selecciones participantes | Selecciones participantes | Selecciones participantes |
| ------------------------- | ------------------------- | ------------------------- | ------------------------- |
| Angola                    | Costa de Marfil           | Marruecos                 | Ruanda                    |
| Burkina Faso              | Guinea                    | Mauritania                | Sudán                     |
| Camerún                   | Guinea Ecuatorial         | Namibia                   | Uganda                    |
| Congo                     | Libia                     | Nigeria                   | Zambia                    |

### Sorteo
El sorteo fue realizado el 17 de noviembre en el hotel Sofitil de la ciudad de Rabat a las 19:30 hs.
Previo al sorteo los equipos fueron distribuidos en 4 bombos en base al ranking elaborado por la CAF en el que se tomó en cuenta los resultados obtenidos por las 16 selecciones clasificadas en la fase final de las 4 ediciones anteriores del torneo (2009, 2011, 2014 y 2016). La fórmula adoptada fue la siguiente: 7 puntos para el campeón, 5 puntos para el subcampeón, 3 puntos para los semifinalistas, 2 puntos para los eliminados en cuartos de final y 1 punto para aquellas selecciones que quedaron eliminadas en la fase de grupos. Además, se decidió darle mayor importancia a las ediciones más recientes; por lo tanto, los puntos de la edición de 2016 se multiplicaron por un coeficiente de 4, por 3 para los puntos de la edición de 2014 y por 2 para la edición de 2011 y por 1 para la edición de 2009.
Entre paréntesis figura el puntaje obtenido según el criterio publicado por la CAF.
| Bombo 1                                                    | Bombo 2                                           | Bombo 3                                    | Bombo 4                                                           |
| ---------------------------------------------------------- | ------------------------------------------------- | ------------------------------------------ | ----------------------------------------------------------------- |
| Marruecos (10) Libia (22) Costa de Marfil (15) Angola (14) | Nigeria (13) Guinea (12) Camerún (12) Zambia (11) | Ruanda (10) Uganda (9) Sudán (6) Congo (3) | Burkina Faso (3) Mauritania (3) Namibia (0) Guinea Ecuatorial (0) |

El procedimiento del sorteo fue el siguiente:
- En su condición de organizador, Marruecos fue asignada directamente al grupo A en la posición A1.
- En primer lugar fueron sortearon los tres equipos restantes del bombo 1 que fueron colocados en la primera posición de los grupos B, C y D, en ese estricto orden.
- Luego se sortearon los equipos del bombo 4, siendo la primera bolilla escogida enviada al grupo A, la segunda al B, la tercera al C y, la cuarta y última al D. Los 4 equipos fueron colocados en la cuarta posición de su respectivo grupo.
- El mismo procedimiento anterior se aplicó para sortear a los equipos de los bombos 3 y 2, en ese orden.

De esa manera quedaron conformados los 4 grupos del torneo.

## Resultados
- Los horarios indicados en los partidos corresponden al huso horario local de Marruecos: Hora de Europa Occidental (UTC +0).

### Primera fase
– Clasificados a la segunda fase.

#### Grupo A
| Selección  | Pts. | PJ | PG | PE | PP | GF | GC | Dif |
| ---------- | ---- | -- | -- | -- | -- | -- | -- | --- |
| Marruecos  | 7    | 3  | 2  | 1  | 0  | 7  | 1  | 6   |
| Sudán      | 7    | 3  | 2  | 1  | 0  | 3  | 1  | 2   |
| Guinea     | 3    | 3  | 1  | 0  | 2  | 3  | 5  | -2  |
| Mauritania | 0    | 3  | 0  | 0  | 3  | 0  | 6  | -6  |

| 13 de enero de 2018, 19:30 | Marruecos                                        | 4:0 (0:0) | Mauritania | Estadio Mohammed V, Casablanca |                           |
|                            | El Kaabi 66', 80' · Haddad 72' · Bencharki 90+3' | Reporte   |            | Árbitro(s): Janny Sikazwe      | Árbitro(s): Janny Sikazwe |

| 14 de enero de 2018, 14:30 | Guinea           | 1:2 (0:1) | Sudán                 | Estadio Mohammed V, Casablanca         |                                        |
|                            | Sékou Camara 55' | Reporte   | Omer 19' · Bakhit 75' | Árbitro(s): Helder Martins de Carvalho | Árbitro(s): Helder Martins de Carvalho |

| 17 de enero de 2018, 16:30 | Marruecos              | 3:1 (1:1) | Guinea              | Estadio Mohammed V, Casablanca |                            |
|                            | El Kaabi 27', 65', 68' | Reporte   | Saïdouba Camara 29' | Árbitro(s): Abou Coulibaly     | Árbitro(s): Abou Coulibaly |

| 17 de enero de 2017, 19:30 | Sudán           | 1:0 (1:0) | Mauritania | Estadio Mohammed V, Casablanca |                         |
|                            | Walaa Eldin 30' | Reporte   |            | Árbitro(s): Sadok Selmi        | Árbitro(s): Sadok Selmi |

| 21 de enero de 2018, 19:00 | Sudán | 0:0     | Marruecos | Estadio Mohammed V, Casablanca |                          |
|                            |       | Reporte |           | Árbitro(s): Ndala Ngambo       | Árbitro(s): Ndala Ngambo |

| 21 de enero de 2018, 19:00 | Mauritania | 0:1 (0:1) | Guinea      | Estadio de Marrakech, Marrakesh |                            |
|                            |            | Reporte   | Sankhon 15' | Árbitro(s): Jackson Pavaza      | Árbitro(s): Jackson Pavaza |

#### Grupo B
| Selección       | Pts. | PJ | PG | PE | PP | GF | GC | Dif |
| --------------- | ---- | -- | -- | -- | -- | -- | -- | --- |
| Zambia          | 7    | 3  | 2  | 1  | 0  | 6  | 2  | 4   |
| Namibia         | 7    | 3  | 2  | 1  | 0  | 3  | 1  | 2   |
| Uganda          | 1    | 3  | 0  | 1  | 2  | 1  | 4  | -3  |
| Costa de Marfil | 1    | 3  | 0  | 1  | 2  | 0  | 3  | -3  |

| 14 de enero de 2018, 16:30 | Costa de Marfil | 0:1 (0:0) | Namibia       | Estadio de Marrakech, Marrakesh   |                                   |
|                            |                 | Reporte   | Hambira 90+2' | Árbitro(s): Noureddine El Jaafari | Árbitro(s): Noureddine El Jaafari |

| 14 de enero de 2018, 19:30 | Zambia                                  | 3:1 (1:1) | Uganda       | Estadio de Marrakech, Marrakesh |                               |
|                            | Kambole 38' · Mulenga 63' · Kapumbu 71' | Reporte   | Nsibambi 40' | Árbitro(s): Mehdi Abid Charef   | Árbitro(s): Mehdi Abid Charef |

| 18 de enero de 2018, 16:30 | Costa de Marfil | 0:2 (0:1) | Zambia          | Estadio de Marrakech, Marrakesh |                                 |
|                            |                 | Reporte   | Mulenga 8', 74' | Árbitro(s): Hamada Nampiandraza | Árbitro(s): Hamada Nampiandraza |

| 18 de enero de 2018, 19:30 | Uganda | 0:1 (0:0) | Namibia       | Estadio de Marrakech, Marrakesh |                                 |
|                            |        | Reporte   | Nekundi 90+2' | Árbitro(s): Ibrahim Nour El Din | Árbitro(s): Ibrahim Nour El Din |

| 22 de enero de 2018, 19:00 | Uganda | 0:0     | Costa de Marfil | Estadio de Marrakech, Marrakesh        |                                        |
|                            |        | Reporte |                 | Árbitro(s): Hélder Martins de Carvalho | Árbitro(s): Hélder Martins de Carvalho |

| 22 de enero de 2018, 19:00 | Namibia      | 1:1 (1:1) | Zambia      | Estadio Mohammed V, Casablanca |                              |
|                            | Limbondi 13' | Reporte   | Kambole 24' | Árbitro(s): Louis Hakizimana   | Árbitro(s): Louis Hakizimana |

#### Grupo C
| Selección         | Pts. | PJ | PG | PE | PP | GF | GC | Dif |
| ----------------- | ---- | -- | -- | -- | -- | -- | -- | --- |
| Nigeria           | 7    | 3  | 2  | 1  | 0  | 4  | 1  | 3   |
| Libia             | 6    | 3  | 2  | 0  | 1  | 4  | 1  | 3   |
| Ruanda            | 4    | 3  | 1  | 1  | 1  | 1  | 1  | 0   |
| Guinea Ecuatorial | 0    | 3  | 0  | 0  | 3  | 1  | 7  | -6  |

| 15 de enero de 2018, 16:30 | Libia                             | 3:0 (2:0) | Guinea Ecuatorial | Estadio de Tánger, Tánger   |                             |
|                            | Al Taher 12', 17' · Al Harash 86' | Reporte   |                   | Árbitro(s): Mahamadou Keita | Árbitro(s): Mahamadou Keita |

| 15 de enero de 2018, 19:30 | Nigeria | 0:0     | Ruanda | Estadio de Tánger, Tánger |                          |
|                            |         | Reporte |        | Árbitro(s): Victor Gomes  | Árbitro(s): Victor Gomes |

| 19 de enero de 2018, 16:30 | Libia | 0:1 (0:0) | Nigeria    | Estadio de Tánger, Tánger    |                              |
|                            |       | Reporte   | Faleye 79' | Árbitro(s): Mustapha Ghorbal | Árbitro(s): Mustapha Ghorbal |

| 19 de enero de 2018, 19:30 | Ruanda    | 1:0 (0:0) | Guinea Ecuatorial | Estadio de Tánger, Tánger |                           |
|                            | Manzi 66' | Reporte   |                   | Árbitro(s): Daniel Laryea | Árbitro(s): Daniel Laryea |

| 23 de enero de 2018, 19:00 | Ruanda | 0:1 (0:0) | Libia          | Estadio de Tánger, Tánger         |                                   |
|                            |        | Reporte   | Abushnaf 90+3' | Árbitro(s): Noureddine El Jaafari | Árbitro(s): Noureddine El Jaafari |

| 23 de enero de 2018, 19:00 | Guinea Ecuatorial | 1:3 (1:0) | Nigeria                                   | Estadio de Agadir, Agadir  |                            |
|                            | Eyama Nsi 40'     | Reporte   | Okpotu 58' · Solomon 69' · Ali 83' (pen.) | Árbitro(s): Abou Coulibaly | Árbitro(s): Abou Coulibaly |

#### Grupo D
| Selección    | Pts. | PJ | PG | PE | PP | GF | GC | Dif |
| ------------ | ---- | -- | -- | -- | -- | -- | -- | --- |
| Congo        | 7    | 3  | 2  | 1  | 0  | 3  | 0  | 3   |
| Angola       | 5    | 3  | 1  | 2  | 0  | 1  | 0  | 1   |
| Burkina Faso | 2    | 3  | 0  | 2  | 1  | 1  | 3  | -2  |
| Camerún      | 1    | 3  | 0  | 1  | 2  | 1  | 3  | -2  |

| 16 de enero de 2018, 16:30 | Angola | 0:0     | Burkina Faso | Estadio de Agadir, Agadir         |                                   |
|                            |        | Reporte |              | Árbitro(s): Bamlak Tessema Weyesa | Árbitro(s): Bamlak Tessema Weyesa |

| 16 de enero de 2018, 19:30 | Camerún | 0:1 (0:0) | Congo               | Estadio de Agadir, Agadir |                          |
|                            |         | Reporte   | Makiesse 73' (pen.) | Árbitro(s): Gehad Grisha  | Árbitro(s): Gehad Grisha |

| 20 de enero de 2018, 16:30 | Angola         | 1:0 (1:0) | Camerún | Estadio de Agadir, Agadir    |                              |
|                            | Job 30' (pen.) | Reporte   |         | Árbitro(s): Maguette N'Diaye | Árbitro(s): Maguette N'Diaye |

| 20 de enero de 2018, 19:30 | Congo                    | 2:0 (0:0) | Burkina Faso | Estadio de Agadir, Agadir             |                                       |
|                            | Bakoua 67' · Ngoma 90+3' | Reporte   |              | Árbitro(s): Pacifique Ndabihawenimana | Árbitro(s): Pacifique Ndabihawenimana |

| 24 de enero de 2018, 19:00 | Congo | 0:0     | Angola | Estadio de Agadir, Agadir    |                              |
|                            |       | Reporte |        | Árbitro(s): Mustapha Ghorbal | Árbitro(s): Mustapha Ghorbal |

| 24 de enero de 2018, 19:00 | Burkina Faso | 1:1 (1:0) | Camerún       | Estadio de Tánger, Tánger       |                                 |
|                            | Sylla 43'    | Reporte   | Moussombo 52' | Árbitro(s): Victor Miguel Gomes | Árbitro(s): Victor Miguel Gomes |

### Segunda fase
- Los horarios indicados en los partidos corresponden al huso horario local de Marruecos: Hora de Europa Occidental (UTC +0).

|  | Cuartos de final  | Cuartos de final |                  |            | Semifinales  | Semifinales  |  |  | Final | Final |
|  |                   |                  |                  |            |              |              |  |  |       |       |
|  |                   |                  |                  |            |              |              |  |  |       |       |
|  |                   |                  |                  |            |              |              |  |  |       |       |
|  | Marruecos         | 2                |                  |            |              |              |  |  |       |       |
|  | Marruecos         | 2                |                  |            |              |              |  |  |       |       |
|  | Namibia           | 0                |                  |            |              |              |  |  |       |       |
|  | Namibia           | 0                | Marruecos (t.s.) | 3          |              |              |  |  |       |       |
|  |                   |                  | Marruecos (t.s.) | 3          |              |              |  |  |       |       |
|  |                   | Libia            | 1                |            |              |              |  |  |       |       |
|  | Congo             | Libia            | 1                | 1 (3)      |              |              |  |  |       |       |
|  | Congo             |                  |                  | 1 (3)      |              |              |  |  |       |       |
|  | Libia (t.s.) (p.) | 1 (5)            |                  |            |              |              |  |  |       |       |
|  | Libia (t.s.) (p.) | 1 (5)            | Marruecos        | 4          |              |              |  |  |       |       |
|  |                   |                  | Marruecos        | 4          |              |              |  |  |       |       |
|  |                   | Nigeria          | 0                |            |              |              |  |  |       |       |
|  | Zambia            | Nigeria          | 0                | 0          |              |              |  |  |       |       |
|  | Zambia            |                  |                  | 0          |              |              |  |  |       |       |
|  | Sudán             | 1                |                  |            |              |              |  |  |       |       |
|  | Sudán             | 1                | Sudán            | 0          | Tercer lugar | Tercer lugar |  |  |       |       |
|  |                   |                  | Sudán            | 0          |              |              |  |  |       |       |
|  |                   | Nigeria          | 1                |            |              |              |  |  |       |       |
|  | Nigeria (t.s.)    | Nigeria          | 1                | 2          | Libia        | 1 (2)        |  |  |       |       |
|  | Nigeria (t.s.)    |                  |                  | 2          | Libia        | 1 (2)        |  |  |       |       |
|  | Angola            | 1                |                  | Sudán (p.) | 1 (4)        |              |  |  |       |       |
|  | Angola            | 1                |                  |            | 1 (4)        |              |  |  |       |       |
|  |                   |                  |                  |            |              |              |  |  |       |       |
|  |                   |                  |                  |            |              |              |  |  |       |       |

#### Cuartos de final
| 27 de enero de 2018, 16:30 | Marruecos                | 2:0 (1:0) | Namibia | Estadio Mohammed V, Casablanca |                             |
|                            | El Kaabi 36' · Saidi 55' | Reporte   |         | Árbitro(s): Mahamadou Keita    | Árbitro(s): Mahamadou Keita |

| 27 de enero de 2018, 19:30 | Zambia | 0:1 (0:1) | Sudán      | Estadio de Marrakech, Marrakech   |                                   |
|                            |        | Reporte   | Bakhit 32' | Árbitro(s): Bamlak Tessema Weyesa | Árbitro(s): Bamlak Tessema Weyesa |

| 28 de enero de 2018, 16:30 | Nigeria                       | 2:1 (1:1, 0:0) (t. s.)(1:0 t. s.) | Angola | Estadio de Tánger, Tánger |                         |
|                            | Okpotu 90+2' · Okechukwu 109' | Reporte                           | Vá 55' | Árbitro(s): Sadok Selmi   | Árbitro(s): Sadok Selmi |

| 28 de enero de 2018, 19:30 | Congo                                | 1:1 (1:1, 0:0) (t. s.)(0:0 t. s.)(3:5 p.) | Libia                                               | Estadio de Agadir, Agadir       |                                 |
|                            | Makiesse 37'                         | Reporte                                   | Al Thaer 15'                                        | Árbitro(s): Hamada Nampiandraza | Árbitro(s): Hamada Nampiandraza |
|                            |                                      | Tiros desde el punto penal                |                                                     |                                 |                                 |
|                            | Kibamba · Mboungou · Mouko · Joviale |                                           | Taktak · Khalleefah · Alaqoub · Al-Maghasi · Masaud |                                 |                                 |

#### Semifinales
| 31 de enero de 2018, 16:30 | Marruecos                               | 3:1 (1:1, 0:0) (t. s.)(2:0 t. s.) | Libia          | Estadio Mohammed V, Casablanca |                           |
|                            | El Kaabi 73' 97' · El Karti 118' (pen.) | Reporte                           | Khalleefah 86' | Árbitro(s): Janny Sikazwe      | Árbitro(s): Janny Sikazwe |

| 31 de enero de 2018, 19:30 | Sudán | 0:1 (0:1) | Nigeria       | Estadio de Marrakech, Marrakech |                             |
|                            |       | Reporte   | Okechukwu 16' | Árbitro(s): Malang Diedhiou     | Árbitro(s): Malang Diedhiou |

#### Tercer puesto
| 3 de febrero de 2018, 19:00 | Libia                             | 1:1 (0:1) (2:4 p.)         | Sudán                                    | Estadio de Marrakech, Marrakech |                               |
|                             | Ablo 84'                          | Reporte                    | Walaa Eldin 8'                           | Árbitro(s): Mehdi Abid Charef   | Árbitro(s): Mehdi Abid Charef |
|                             |                                   | Tiros desde el punto penal |                                          |                                 |                               |
|                             | Taktak · Elhouni · Alaqoub · Ablo |                            | M. El Tahir · A. El Tahir · Ahmed · Maaz |                                 |                               |

#### Final
| 4 de febrero de 2018, 19:00 | Marruecos                                    | 4:0 (1:0) | Nigeria | Estadio Mohammed V, Casablanca |                            |
|                             | Hadraf 44' 63' · El Karti 60' · El Kaabi 72' | Reporte   |         | Árbitro(s): Bakary Gassama     | Árbitro(s): Bakary Gassama |

| Marruecos                       |
| Campeón Marruecos Primer título |

## Estadísticas

### Goleadores
| Jugador                | Selección | Goles | PJ |
| Ayoub El Kaabi         | Marruecos | 9     | 6  |
| Augustine Mulenga      | Zambia    | 3     | 4  |
| Saleh Al Taher         | Libia     | 3     | 6  |
| Junior Makiesse        | Congo     | 2     | 4  |
| Gabriel Okechukwu      | Nigeria   | 2     | 4  |
| Lazarous Kambole       | Zambia    | 2     | 4  |
| Walaa Eldin Musa       | Sudán     | 2     | 5  |
| Walid El Karti         | Marruecos | 2     | 6  |
| Zakaria Hadraf         | Marruecos | 2     | 6  |
| Anthony Okpotu         | Nigeria   | 2     | 6  |
| Saifeldin Malik Bakhit | Sudán     | 2     | 6  |
| ---------------------- | --------- | ----- | -- |

| Lista completa | Lista completa | Lista completa | Lista completa | Lista completa |
| --- | -------------- | -------------- | -------------- | -------------- |
| \| Jugador \| Selección \| \| PJ \| \| ----------------- \| --------- \| - \| -- \| \| Saïdouba Camara \| Guinea \| 1 \| 2 \| \| Sékou Camara \| Guinea \| 1 \| 2 \| \| Zakaria Al Harash \| Libia \| 1 \| 2 \| \| Achraf Bencharki \| Marruecos \| 1 \| 1 \| \| Ismail Haddad \| Marruecos \| 1 \| 2 \| \| Vetunuavi Hambira \| Namibia \| 1 \| 1 \| \| Panduleni Nekundi \| Namibia \| 1 \| 2 \| \| Sunday Faleye \| Níger \| 1 \| 2 \| \| Thierry Manzi \| Ruanda \| 1 \| 1 \| \| Omer Koko \| Sudán \| 1 \| 2 \| \| Walaa Musa \| Sudán \| 1 \| 2 \| \| Derrick Nsibambi \| Uganda \| 1 \| 2 \| \| Fackson Kapumbu \| Zambia \| 1 \| 2 \| |                |                |                |                |
| Jugador | Selección      | Goles          | PJ             |                |
| Saïdouba Camara | Guinea         | 1              | 2              |                |
| Sékou Camara | Guinea         | 1              | 2              |                |
| Zakaria Al Harash | Libia          | 1              | 2              |                |
| Achraf Bencharki | Marruecos      | 1              | 1              |                |
| Ismail Haddad | Marruecos      | 1              | 2              |                |
| Vetunuavi Hambira | Namibia        | 1              | 1              |                |
| Panduleni Nekundi | Namibia        | 1              | 2              |                |
| Sunday Faleye | Níger          | 1              | 2              |                |
| Thierry Manzi | Ruanda         | 1              | 1              |                |
| Omer Koko | Sudán          | 1              | 2              |                |
| Walaa Musa | Sudán          | 1              | 2              |                |
| Derrick Nsibambi | Uganda         | 1              | 2              |                |
| Fackson Kapumbu | Zambia         | 1              | 2              |                |

### Clasificación general
La clasificación general indica la tarea  que ocupó cada selección al finalizar el torneo, el rendimiento se obtiene de la relación entre los puntos obtenidos y los partidos jugados por las selecciones y se expresa en porcentajes. La tabla se divide según la fase alcanzada por cada país.
| Pos. | Selección         | Gr. | Pts. | PJ | PG | PE | PP | GF | GC | Dif. | Rend.  |
| ---- | ----------------- | --- | ---- | -- | -- | -- | -- | -- | -- | ---- | ------ |
| 1.º  | Marruecos         | A1  | 16   | 6  | 5  | 1  | 0  | 16 | 2  | 14   | 88.89% |
| 2.º  | Nigeria           | C1  | 13   | 6  | 4  | 1  | 1  | 7  | 6  | 1    | 72.22% |
| 3.º  | Sudán             | A2  | 11   | 6  | 3  | 2  | 1  | 5  | 3  | 2    | 61.11% |
| 4.º  | Libia             | C2  | 8    | 6  | 2  | 2  | 2  | 7  | 6  | 1    | 44.44% |
| 5.º  | Congo             | D1  | 8    | 4  | 2  | 2  | 0  | 4  | 1  | 3    | 66.66% |
| 6.º  | Zambia            | B1  | 7    | 4  | 2  | 1  | 1  | 6  | 3  | 3    | 58.33% |
| 7.º  | Namibia           | B2  | 7    | 4  | 2  | 1  | 1  | 3  | 3  | 0    | 58.33% |
| 8.º  | Angola            | D2  | 5    | 4  | 1  | 2  | 1  | 2  | 2  | 0    | 41.66% |
| 9.º  | Ruanda            | C3  | 4    | 3  | 1  | 1  | 1  | 1  | 1  | 0    | 44.44% |
| 10.º | Guinea            | A3  | 3    | 3  | 1  | 0  | 2  | 3  | 5  | -2   | 33.33% |
| 11.º | Burkina Faso      | D3  | 2    | 3  | 0  | 2  | 1  | 1  | 3  | -2   | 22.22% |
| 12.º | Camerún           | D4  | 1    | 3  | 0  | 1  | 2  | 1  | 3  | -2   | 11.11% |
| 13.º | Uganda            | B3  | 1    | 3  | 0  | 1  | 2  | 1  | 4  | -3   | 11.11% |
| 14.º | Costa de Marfil   | B4  | 1    | 3  | 0  | 1  | 2  | 0  | 3  | -3   | 11.11% |
| 15.º | Guinea Ecuatorial | C4  | 0    | 3  | 0  | 0  | 3  | 1  | 7  | -6   | 00.00% |
| 16.º | Mauritania        | A4  | 0    | 3  | 0  | 0  | 3  | 0  | 6  | -6   | 00.00% |

## Premios y reconocimientos

### Jugador del partido
| Fase de grupos - 1.ª ronda | Fase de grupos - 1.ª ronda | Fase de grupos - 2.ª ronda | Fase de grupos - 2.ª ronda | Fase de grupos - 3.ª ronda | Fase de grupos - 3.ª ronda | Segunda fase           | Segunda fase |
| Jugador                    | Partido                    | Jugador                    | Partido                    | Jugador                    | Partido                    | Jugador                | Partido      |
| -------------------------- | -------------------------- | -------------------------- | -------------------------- | -------------------------- | -------------------------- | ---------------------- | ------------ |
| Abdelilah Hafidi           | 4:0                        | Ayoub El Kaabi             | 3:1                        | Akram El Hadi Salim        | 0:0                        | Salaheddine Saidi      | 2:0          |
| Saifeldin Malik Bakhit     | 1:2                        | Omer Suleiman Koko         | 1:0                        | Ibrahima Sory Sankhon      | 0:1                        | Mohamed Hashim         | 0:1          |
| Vetunuavi Hambira          | 0:1                        | Augustine Mulenga          | 0:2                        | Kouamé N'Guessan           | 0:0                        | Ikechukwu Ezenwa       | 2:1          |
| Lazarous Kambole           | 3:1                        | Lloyd Kazapua              | 0:1                        | Teberius Lombard           | 1:1                        | Abdulrahman Khalleefah | 1:1          |
| Saleh Al Taher             | 3:0                        | Stephen Eze                | 0:1                        | Elmutasem Abushnaf         | 0:1                        | Ayoub El Kaabi         | 3:1          |
| Djihad Bizimana            | 0:0                        | Thierry Manzi              | 1:0                        | Ojo Ekundayo               | 1:3                        | Gabriel Okechukwu      | 0:1          |
| Vá                         | 0:0                        | Vá                         | 1:0                        | Francoeur Kibamba          | 0:0                        | Muhannad El Tahir      | 1:1          |
| Prestige Mboungou          | 0:1                        | Junior Makiesse            | 2:0                        | Wend-Panga Bambara         | 1:1                        | Zakaria Hadraf         | 4:0          |

### Mejor jugador del torneo
El Premio al Balón de Oro será entregado por la CAF al mejor jugador del torneo.

### Goleador del torneo
La Bota de oro le será entregada a aquel jugador con mayor cantidad de goles convertidos en el torneo.

### Premio Fair Play
El Premio al Fair Play será otorgado por la CAF al equipo con el mejor registro disciplinario de la competición.

### Equipo ideal
Equipo ideal del torneo presentado por la CAF.
| \| Pos. \| Jugador \| PJ (T/S) \| \| \| \| \| \| \| ---- \| ---------------------- \| -------- \| \| \| \| \| \| \| POR \| Akram El Hadi \| (/) \| \| \| \| \| \| \| DEF \| Omer Suleiman Koko \| (/) \| \| \| \| \| \| \| DEF \| Stephen Eze \| (/) \| \| \| \| \| \| \| DEF \| Badr Benoun \| (/) \| \| \| \| \| \| \| MED \| Ojo Ekundayo \| (/) \| \| \| \| \| \| \| MED \| Walid El Karti \| (/) \| \| \| \| \| \| \| MED \| Salaheddine Saidi \| (/) \| \| \| \| \| \| \| MED \| Zakaria Hadraf \| (/) \| \| \| \| \| \| \| MED \| Abdulrahman Khalleefah \| (/) \| \| \| \| \| \| \| DEL \| Ayoub El Kaabi \| (/) \| \| \| \| \| \| \| DEL \| Saleh Al Taher \| (/) \| \| \| \| \| \| | Suplentes: - Anas Zniti - Sand Masaud - Vá - Bader Ahmed - Augustine Mulenga - Saifeldin Malik Bakhit - Ismail El Haddad |          |                 |       |                    |                               |                |
| Pos. | Jugador | PJ (T/S) | Minutos Jugados | Goles | Tarjetas Amarillas | Doble Tarjeta Amarilla y Roja | Tarjetas Rojas |
| POR | Akram El Hadi | (/)      |                 |       |                    |                               |                |
| DEF | Omer Suleiman Koko | (/)      |                 |       |                    |                               |                |
| DEF | Stephen Eze | (/)      |                 |       |                    |                               |                |
| DEF | Badr Benoun | (/)      |                 |       |                    |                               |                |
| MED | Ojo Ekundayo | (/)      |                 |       |                    |                               |                |
| MED | Walid El Karti | (/)      |                 |       |                    |                               |                |
| MED | Salaheddine Saidi | (/)      |                 |       |                    |                               |                |
| MED | Zakaria Hadraf | (/)      |                 |       |                    |                               |                |
| MED | Abdulrahman Khalleefah                                                                                                   | (/)      |                 |       |                    |                               |                |
| DEL | Ayoub El Kaabi | (/)      |                 |       |                    |                               |                |
| DEL | Saleh Al Taher | (/)      |                 |       |                    |                               |                |

## Símbolos y mercadeo

### Logo oficial
El logo oficial del torneo representa un simbolismo que hace alusión al trofeo del CHAN. El mismo representa a una figura estilizada formada por 2 manos rojas que abrazan a una esfera verde que contiene a una estrella referenciando al pentagrama de la bandera marroquí. Tanto el verde como el rojo son los colores de la Bandera de Marruecos. También se puede observar por encima de la base de la copa unas pequeñas montañas desérticas, paisaje clásico del país. A su vez, en la parte superior del logo, se puede apreciar ver nacer un sol naciente saliendo por detrás de la esfera. Para ver el logo del campeonato haga clic aquí.

### Balón oficial
El balón oficial del torneo fue diseñado por la empresa británica Mitre Sports International y es la primera vez que esta marca es utilizada en el Campeonato Africano de Naciones. Anteriormente era la empresa Adidas quien proveía el balón, pero al igual que como ocurrió en la Copa Africana de Naciones 2017, la CAF decidió acordar con esta nueva empresa para que confeccione el elemento más importante para el desarrollo del juego.
La pelota es de color blanco con diseños triangulares en colores anaranjado, verde y negro. Además, también presenta el logo de la Confederación Africana de Fútbol. Para ver el balón oficial del torneo, haga clic aquí.

### Patrocinio

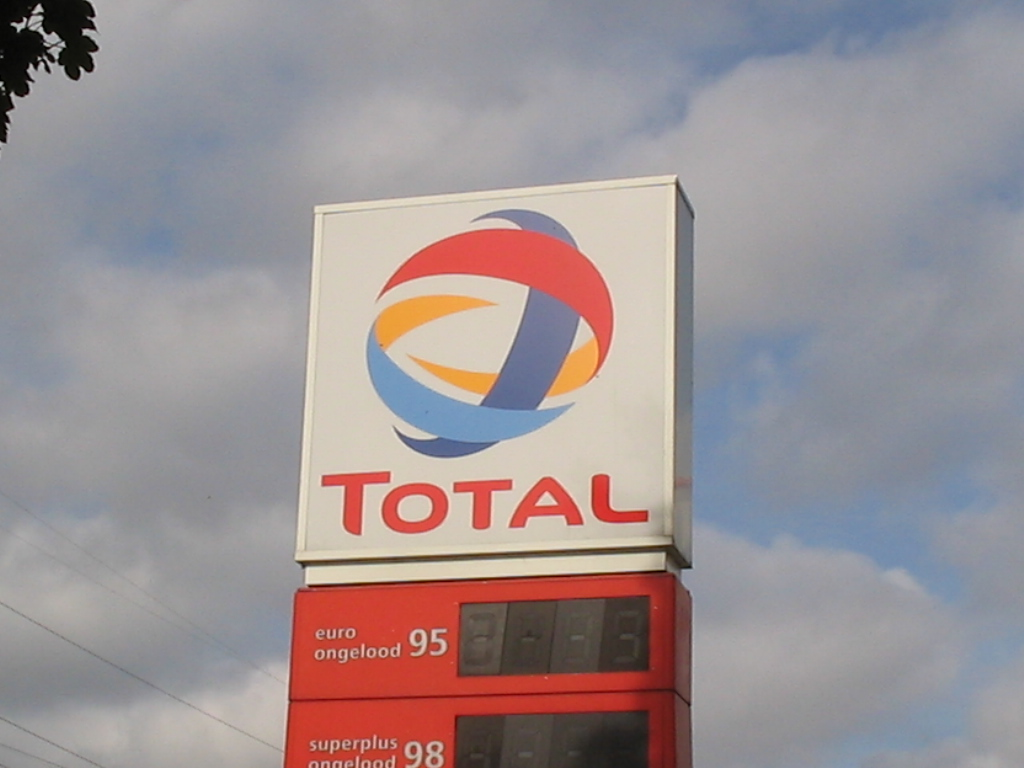
La empresa francesa Total es el patrocinador oficial del campeonato.

La empresa francesa del sector petroleoquímico y energético Total S.A. es por primera vez el patrocinador principal del torneo reemplazando a la empresa de telecomunicaciones Orange. Ambas partes llegaron a un acuerdo en julio de 2016 y firmaron un contrato con una duración de 8 años. La empresa Total cuenta con más de 80 años de experiencia y emplea a miles de personas en 44 países del continente siendo parte importante de la economía del mismo. En un comunicado lanzado apenas logrado el acuerdo, Total mencionó específicamente al Campeonato Africano de Naciones como uno de los torneos en los que la marca se hará presente para los millones de televidentes que observan los diferentes partidos organizados por la CAF.
Además, otras empresas son parte del patrocinio del torneo, siendo, la mayoría, marroquíes:
- Total S.A.
- Canal+ Sport
- 1xbet
- Sidi ali
- Kettani immobilier
- Royal air maroc
- Maroc telecom
- Café Asta
- mfmRadio.ma
- Maroc2026|Pays Candidat (Candidatura)